# Öreglak
Öreglak je vas na Madžarskem, ki upravno spada pod podregijo Lengyeltóti Šomodske županije.